# Michel Arcand
Michel Arcand (* 1949 in Val-d’Or, Québec, Kanada) ist ein kanadischer Filmeditor.

## Leben
Arcand wurde im Jahr 1949 in der kanadischen Stadt Val-d’Or, in der Region Abitibi-Témiscamingue, geboren. In seiner bisherigen Berufslaufbahn wirkte er bei circa vierzig Filmen als Editor mit.
Genie Awards gewann er 1988 für den Schnitt von Night Zoo – Kreaturen der Nacht, 1992 für Léolo und 2007 bei den 27. Genie Awards für Maurice Richard. Nominierungen für diesen Preis erhielt Arcand in den Jahren 1989, 1991, zweimal 1994, 1996 und 2001, also insgesamt sechsmal, für den besten Schnitt verschiedener Filme. 2000 wurde er für Emporte-moi – Nimm mich mit und 2006 für Maurice Richard beim Prix Jutra nominiert. Die Directors Guild of Canada schlug ihn 2004 beim DGC Craft Award für Das Johannes-Evangelium und beim DGC Team Award für Das Geheimnis des blauen Schmetterlings vor.
Einige von Arcands Filmen sind: das Filmdrama Léolo (1992) von Regisseur Jean-Claude Lauzon, der Agentenfilm Der Morgen stirbt nie (1997) von Roger Spottiswoode mit Pierce Brosnan, das Filmdrama Ein Hauch von Sonnenschein (1999) von István Szabó mit Ralph Fiennes, der Thriller The Art of War (2000) von Christian Duguay mit Wesley Snipes, der Actionfilm The 6th Day (2000) von Roger Spottiswoode mit Arnold Schwarzenegger, das romantische Filmdrama Séraphin: un homme et son péché (2002) von Charles Binamé mit Karine Vanasse, der Abenteuerfilm Das Geheimnis des blauen Schmetterlings (2004) von Léa Pool mit William Hurt, der Eishockeyfilm Maurice Richard (2005) von Charles Binamé mit Roy Dupuis und das Filmdrama Délivrez-moi (2006) von Denis Chouinard mit Céline Bonnier.

## Filmografie (Auswahl)
- 1980: Une histoire de femmes
- 1987: Night Zoo – Kreaturen der Nacht (Un zoo la nuit)
- 1992: Léolo
- 1997: Der Morgen stirbt nie (Tomorrow Never Dies)
- 1999: Emporte-moi – Nimm mich mit (Emporte-moi)
- 1999: Ein Hauch von Sonnenschein (The Taste of Sunshine)
- 2000: The Art of War
- 2000: The 6th Day
- 2002: Séraphin: un homme et son péché
- 2003: Das Johannes-Evangelium (The Visual Bible: The Gospel of John)
- 2004: Das Geheimnis des blauen Schmetterlings (The Blue Butterfly)
- 2005: Ripley Under Ground
- 2005: Saint Martyr – Stadt der Verdammten (Saints-Martyrs-des-Damnés)
- 2005: Maurice Richard
- 2006: Délivrez-moi
- 2010: La dernière fugue
- 2015: La passion d’Augustine
- 2019: The Song of Names